# Museu Whitney d'Art Americà

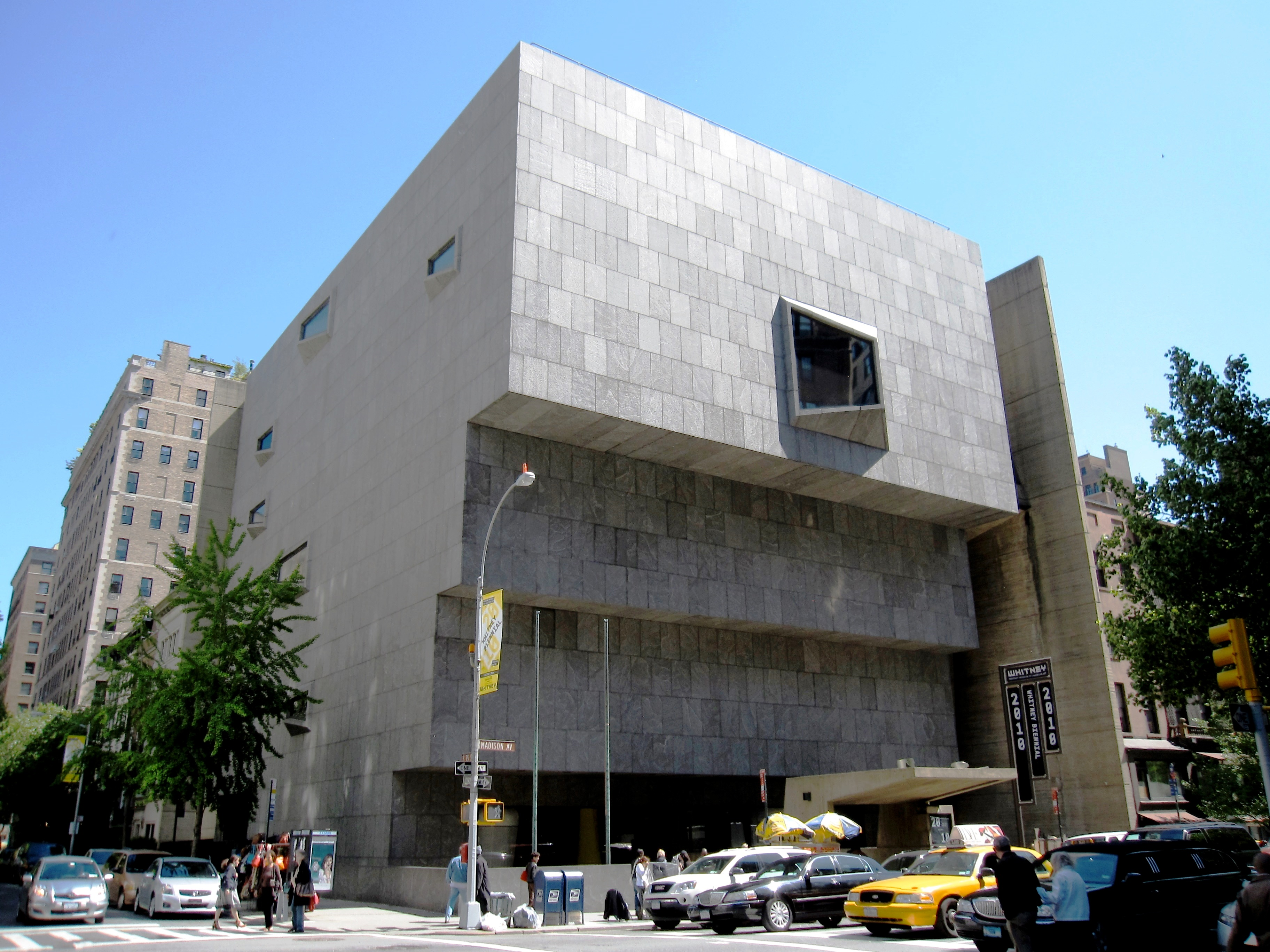
El Whitney Museum of American Art

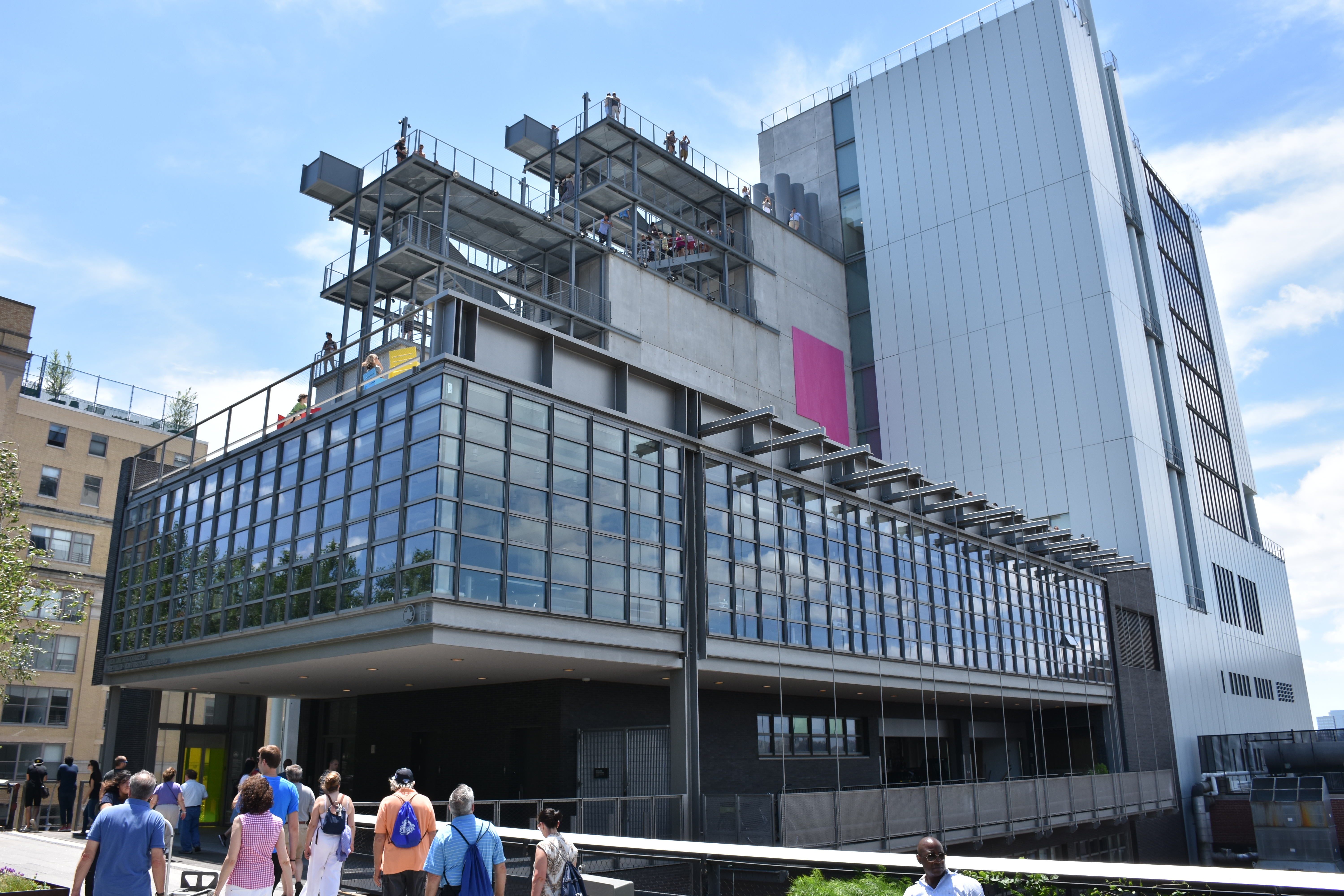
El nou edifici del museu, disseny de Renzo Piano, inaugurat el maig de 2015

El Whitney Museum of American Art és una galeria d'art i un museu de New York, fundat el 1931 per Gertrude Vanderbilt Whitney.
El Whitney Museum és particularment reconegut per les seves col·leccions d'art contemporani, sovint encara més que les del Museum of Modern Art. La seva tradicional exposició biennal permet fer conèixer un gran nombre d'artistes americans emergents. Compta amb més de 18000 obres i una superfície de 17500 m².
El pintor Edward Hopper ha llegat bona part de les seves obres al Whitney Museum.
Un dels edificis va ser construït per Marcel Breuer, el 1966 conforme a l'Estil internacional.
El nou edifici, disseny de l'arquitecte italià Renzo Piano (1937) va ser inaugurat el maig de 2015,està ubicat en la zona de "Meatpacking District" a 99 Gasenvoort Street, a l'entrada sud del High Line.
L'any 2017 va fer una important retrospectiva de la pintora cubana instal·lada a Nova York Carmen Herrera Nieto, titulada "Carmen Herrera: Lines of Sight".

## Col·leccions
Al museu s'hi troba una important col·lecció de pintures d'Edward Hopper, i una sala sencera dedicada als mòbils d'Alexander Calder. Entre altres peces, al museu s'hi troben sobretot obres de Josef Albers, Donald Baechler, Thomas Hart Benton, Louise Bourgeois, Charles Burchfield, Greg Colson, Dan Christensen, Ronald Davis, Stuart Davis, Richard Diebenkorn, Arthur Dove, William Eggleston, Helen Frankenthaler, Arshile Gorky, Keith Haring, Grace Hartigan, Marsden Hartley, Robert Henri, Eva Hesse, Hans Hofmann, Jasper Johns, Franz Kline, Willem de Kooning, Lee Krasner, Ronnie Landfield, John Marin, Knox Martin, John McCracken, John McLaughlin, Robert Motherwell, Bruce Nauman, Louise Nevelson, Barnett Newman, Kenneth Noland, Jackson Pollock, Maurice Prendergast, Kenneth Price, Robert Rauschenberg, Man Ray, Mark Rothko, Morgan Russell, Albert Pinkham Ryder, Cindy Sherman, John Sloan, Andy Warhol…